# Триллиум прямостоящий
Триллиум прямостоящий (лат. Trillium erectum) — вид цветкового растения семейства Мелантиевые (Melanthiaceae), весеннее эфемерное растение, жизненный цикл которого синхронизирован с жизненным циклом лесов, в которых он обитает. Произрастает на востоке США и восточной Канаде от северной Джорджии до Квебека и Нью-Брансуика .

## Описание
Многолетнее травянистое цветковое растение, сохраняющееся за счёт подземного корневища. Как и все триллиумы, имеет мутовку из трех прицветников (листьев) и одиночный трехмерный цветок с тремя чашелистиками, тремя лепестками, двумя мутовками по три тычинки в каждой и тремя плодолистиками (сросшимися в одну завязь с тремя рыльцами). Вырастает в высоту примерно до 40 см с размахом 30 см. Лепестки тёмно-красновато-коричневые, бордовые, пурпурные, бледно-жёлтые или белые. Завязь от тёмно-фиолетового до тёмно-бордового цвета, независимо от цвета лепестков. Если цветок успешно опылен, лепестки увядают, оставляя после себя плод, который созревает в тёмно-красную ягодообразную коробочку, от 1 до 1,5 см в длину.

### Видовой комплекс
Trillium erectum имеет много общих анатомических деталей с другими североамериканскими видами Trillium. Эти виды гибридизуются в дикой природе, что побудило некоторых исследователей сгруппировать их в комплекс видов, а именно, в сингамеон полувидов.
Сочетания признаков, которые должны отличать членов комплекса друг от друга, в диких популяциях иногда сочетаются непоследовательно. Это побудило некоторых исследователей объявить отдельные виды недействительными и называть комплекс видов коллективно T. erectum (sensu lato).  Другие признают существование интрогрессии и формирования гибридной популяции между некоторыми или всеми членами комплекса, но утверждают, что названные виды внутри комплекса представляют собой удобные группы с общими чертами.
Члены комплекса Т. erectum имеют цветы со следующими общими чертами:
1. лепестки грубые и жёсткие по текстуре (в отличие от волнистых краев у других видов),
2. лепестки, не меняющие цвет после опыления,
3. лепестки с выступающими сетчатыми жилками,
4. мясистые рыльца, прикрепляющиеся к завязи отдельно, без общего столбика,
5. заметные, глубоко ребристые завязи.

Североамериканские члены комплекса T. erectum:
- Trillium cernuum (Триллиум поникший)
- T. erectum
- Trillium flexipes (Триллиум гнутоствольный)
- Trillium rugelii
- Trillium simile
- Trillium sulcatum (Триллиум бороздчатый)
- Trillium vaseyi (Триллиум Вазея)

Азиатский вид Trillium camschatcense (Триллиум камчатский) очень близко напоминает североамериканский вид Trillium flexipes и имеет близких родственников со схожими цветочными особенностями. Однако видообразование триллиума в этой группе азиатских видов характеризуется различиями в числе хромосом, причем гибриды более чётко отличаются от родительских видов по кариотипу.
- Trillium apetalon
- Trillium camschatcense (Триллиум камчатский)
- Trillium channellii
- Trillium × hagae
- Trillium smallii (Триллиум Смолла)
- Trillium tschonoskii (Триллиум Чоноски)

## Таксономия
Trillium erectum был впервые описан шведским ботаником Карлом Линнеем в 1753 году. Видовой эпитет erectum означает «вертикальный, прямостоячий», отсылка к прямостоячей цветоножке некоторых форм этого вида. Однако во многих популяциях цветоножка наклоняется или опускается, иногда опускаясь под листья, что делает название несколько неуместным.
В 1803 году Андре Мишо ввел название Trillium rhomboideum для описания формы T. erectum с чёрными плодами в «высоких горах Северной Каролины». Видовой эпитет rhomboideum относится к широкоромбическим листьям этой (и всех) форм Trillium erectum. Мишо также описал Trillium rhomboideum var. atropurpureum, разновидность с крупными тёмно-фиолетовыми лепестками. Десять лет спустя, в 1813 году, Фредерик Трауготт Пурш назвал разновидность Мишо просто Trillium erectum var. atropurpureum. Возможно, не зная об этих таксономических разработках, другие ботаники впоследствии описали вид Trillium atropurpureum. Эпитет atropurpureum означает «тёмно-фиолетовый, пурпурный,  отсылка на цвет лепестков некоторых форм Trillium erectum. Действительно, в некоторых регионах Trillium erectum широко известен как пурпурный триллиум (англ. purple trillium).

### Разновидности
На октябрь 2021, Plants of the World Online (POWO) принимает два инфравидовых таксона:
- Trillium erectum var. album (Michx.) Pursh
- Trillium erectum var. erectum

POWO перечисляет 30 синонимов разновидности erectum и два синонима для разновидности album. Мишо ввел разновидность album в 1803 году, описав Trillium rhomboideum var. album, растения с цветком меньшего размера и белыми лепестками. Пурш дал аналогичное описание для Trillium erectum var. album в 1814 году. Слово album означает «яркий, мертвенно-белый», отсылка на белые лепестки разновидности, отличительную особенность, отмеченную как Мишо, так и Пуршем.
Джон Кункел Смолл пересмотрел Trillium rhomboideum var. album Michx. к видовому рангу в 1903 г. В своём описании он добавил длинные пыльники к списку признаков, цитируемых Мишо, одновременно расширив ареал таксона, включив в него Северную Каролину, Теннесси и Джорджию. В 1917 году Реджинальд Гейтс признал существование двух различных форм Trillium erectum с белыми лепестками, один из которых был представлен упоминавшимся ранее Trillium album (Michx.) Small. Это побудило Ральфа Хоффмана предложить Trillium erectum f. albiflorum — белоцветковую форму Trillium erectum, возникающую время от времени и спонтанно на всем ареале вида. Таким образом, отдельные таксоны, признанные Гейтсом, были полностью реализованы к 1922 году.
POWO ссылается на Флору Северной Америки (FNA) как на авторитетный источник Trillium erectum var. album (Michx.) Pursh. Обработка этого таксона в FNA расширяет первоначальную концепцию, описанную Мишо, и включает случайные красные триллиумы с белыми цветками, встречающиеся во всем ареале этого вида. Согласно этой схеме, все небелые цвета лепестков (включая жёлтый) составляют типичную разновидность (Trillium erectum var. var. erectum). Таким образом, FNA объединяет две формы, признанные Гейтсом, в один таксон. Напротив, POWO ограничивает ареал Trillium erectum var. album в восточный Теннесси и западную часть Северной Каролины. Отмечая, что его распространение плохо изучено, Флора Юго-Востока США (FSUS) описывает белоцветковую разновидность T. erectum распространен в предгорьях Грейт-Смоки-Маунтинс, в Северной Каролине и Теннесси, но редко встречается в других местах. FSUS предполагает, что сорт album может генетически отличаться от сорта erectum, в то время как другие данные свидетельствуют о том, что между этими двумя сортами существует небольшая генетическая разница.

## Распределение
Trillium erectum произрастает в восточной части Северной Америки. Его ареал простирается от северной Джорджии на юго-востоке США до Квебека и Нью-Брансуика на востоке Канады, а также на западе до Мичигана и южного Онтарио. Известно, что этот вид встречается в следующих провинциях и штатах:
- Канада: Нью-Брансуик, Новая Шотландия, Онтарио, Квебек.
- США[33]: Коннектикут, Делавэр, Джорджия, Иллинойс, Индиана, Кентукки, Мэн, Мэриленд, Массачусетс, Мичиган, Нью-Гэмпшир, Нью-Джерси, Нью-Йорк, Северная Каролина, Огайо, Пенсильвания, Род-Айленд, Южная Каролина, Теннесси, Вермонт, Вирджиния, Западная Вирджиния

Trillium erectum var. album (как описано в «Флоре юго-восточных Соединенных Штатов») встречается в западной части Северной Каролины, восточном Теннесси и других районах, окружающих Грейт-Смоки-Маунтинс, в основном на высоте менее 450 м над уровнем моря.

## Экология
Trillium erectum — цветок с запахом падали. Он производит зловонный или гнилостный запах, который якобы привлекает падальщиков и жуков-опылителей. Зловонный запах описывается как «запах мокрой псины». Распространенное название «вонючий Бенджамин» относится к этой характеристике растения. «Бенджамин» — это искаженное слово «бензоин», которое само по себе является искажением слова «бенджоин», органического соединения растительного происхождения, используемого при производстве духов. Несмотря на происхождение общего названия, химическая основа цветов с запахом падали до конца не изучена.
Trillium erectum может переносить сильные холода зимой, выдерживая температуру до −35 °С.

## Использование
Корень красного триллиума использовался различными коренными народами Северной Америки в качестве вспомогательного средства при родах, отсюда и обиходное название birthwort или birthroot (которое иногда искажается как bethroot). Чай из корня использовался при нарушениях менструального цикла, для стимуляции родов и для облегчения родов. Народы чероки использовали припарки из всего растения для лечения опухолей, воспалений и язв.
Листья содержат кристаллы оксалата кальция и кристаллический рафид, поэтому их нельзя употреблять в пищу людям.
Триллиум прямостоячий культивируется как цветущее декоративное растение. Хотя и не так эффектно, как Trillium grandiflorum, цветки некоторых форм Т. erectum может быть весьма впечатляющим, особенно потому, что он имеет тенденцию образовывать большие скопления. Вид получил награду «За выдающиеся садовые качества» от Королевского садоводческого общества.

## Внешние ссылки
- Информация о биоразнообразии на службе нашей нации (BISON) данные и карты появления Trillium erectum
- Gibson, Andrew Lane. The Buckeye Botanist: My Date with the Red Trillium. The Buckeye Botanist (1 мая 2011). Дата обращения: 18 января 2024.